# 卢卡·马聚尔
卢卡·马聚尔（法語：Lucas Mazur，1997年11月18日—），法国男子羽毛球运动员。他曾代表法国参加2020年夏季残疾人奥林匹克运动会羽毛球比赛，获得一枚金牌和一枚银牌。